# Varberg (commune)
La commune de Varberg est une commune du comté de Halland en Suède. 60 480 personnes y vivaient en 2014. Son chef-lieu se trouve dans la ville de Varberg.

## Communes limitrophes
- Kungsbacka (au nord-ouest)
- Mark (au nord-est)
- Falkenberg (au sud et à l'est)

## Paroisses
Paroisses classées par ancien district judiciaire :
- District de Viske
  - Stråvalla (600 habitants en 2006)
  - Sällstorp (261 habitants en 1990)
  - Veddige (3 166 habitants en 1990)
  - Värö (4 000 habitants en 2006, paroisse comprenant Bua et Väröbacka)
  - Ås (1 338 habitants en 1990, paroisse comprenant Åsby)
- District de Mark
  - Grimmared (231 habitants en 1990)
  - Gunnarsjö (160 habitants en 1990)
  - Karl Gustav (476 habitants en 1990, paroisse également connue sous le nom de Skedeskamma)
  - Kungsäter (382 habitants en 1990)
- District de Himle
  - Grimeton (726 habitants en 1990)
  - Gödestad (296 habitants en 1990)
  - Hunnestad (482 habitants en 1990)
  - Lindberg (3 000 habitants en 2006)
  - Nösslinge (137 habitants en 1990)
  - Rolfstorp (1 073 habitants en 1990)
  - Skällinge (970 habitants en 1990)
  - Spannarp (700 habitants en 2006)
  - Stamnared (250 habitants en 2006)
  - Torpa (1 200 habitants en 2006)
  - Träslöv (5 900 habitants en 2006)
  - Tvååker (3 600 habitants en 2006)
  - Valinge (700 habitants en 2006)
  - Varberg (24 000 habitants en 2006)
- Deux paroisses du district de Faurås (les autres paroisses du district sont rattachées à la commune de Falkenberg)
  - Dagsås (171 habitants en 1990)
  - Sibbarp (701 habitants en 1990)

## Personnages célèbres
- Birgit Finnilä (née dans la paroisse de Sibbarp en 1931): cantatrice